# Duncan Cameron
Duncan Cameron (Liverpool, 26 augustus 1971) is een Brits autocoureur.

## Carrière
Cameron begon zijn autosportcarrière in 2008 in de GT3-klasse van het Brits GT-kampioenschap, waar hij tot 2012 ieder jaar in actief was. In 2009 won hij zijn eerste race op Silverstone en in 2010 beëindigde hij het seizoen op de derde plaats, zijn beste klassering in de eindstand. In 2013 en 2020 reed hij enkele gastraces in de klasse en in 2017 reed hij nog een volledig seizoen mee, waarin hij nog twee keer op het podium stond.
Sinds 2013 is Cameron fabriekscoureur bij Ferrari en rijdt hij exclusief met auto's van het merk. Hij werd dat jaar tweede in de Super GT-klasse van het Spaans GT-kampioenschap en derde in de International GT Open. Vanaf 2014 komt hij uit in de GTE-klasse van de European Le Mans Series voor AF Corse en diens partner Spirit of Race. In 2014 en 2021 werd hij hier tweede in het klassement, terwijl hij in 2015 en 2020 als derde eindigde. Ook reed hij in 2015 en 2018 volledige seizoenen in de Pro-Am-klasse van de Blancpain Endurance Series. In 2015 werd hij samen met Matt Griffin kampioen in de klasse en in 2018 werd hij tweede.
In 2015 maakte Cameron zijn debuut in de 24 uur van Le Mans, een race waar hij zesmaal aan deel heeft genomen. Hij kwam altijd uit in de LMGTE Am-klasse. In 2017 werd hij, samen met Aaron Scott en Marco Cioci derde in de race, maar omdat de eerste twee inschrijvingen niet in aanmerking kwamen voor punten, werd zijn inschrijving binnen het FIA World Endurance Championship officieel uitgeroepen tot winnaar.